# Östergötlands län
Östergötlands län er et län (amt) i det centrale Sverige. Det grænser op til Kalmar län, Jönköpings län, Västra Götalands län, Örebro län og Södermanlands län. Länet omfatter landskabet Östergötland samt mindre dele af landskaberne Södermanland, Närke og Småland. 
Ni procent af länets areal er vand, bl.a. Götakanalen. Stenabohöjden i Ydre kommune er länets højeste punkt, som måler 327 meter over havet. I øst grænser länet til Østersøen. I skærgården, hvor der er cirka 6.300 øer, skærer fire dybe vige sig ind i landskabet, Bråviken, Slätbaken og Valdemarsviken.

## Länsvåben
Länsvåbnet, den gyldne grif, stammer fra 1560'erne, og er en kombination af to ældre våben:
- Våbnet for Östanstång, en løve
- Våbnet for Västanstång, en drage omgivet af roser

## Større byer
De ti største byer i Östergötlands län, sorteret efter indbyggertal:
| #  | Byområde    | Befolkning |
| -- | ----------- | ---------- |
| 1  | Linköping   | 97.428     |
| 2  | Norrköping  | 83.561     |
| 3  | Motala      | 29.798     |
| 4  | Finspång    | 12.415     |
| 5  | Mjölby      | 11.927     |
| 6  | Söderköping | 6.951      |
| 7  | Åtvidaberg  | 6.947      |
| 8  | Vadstena    | 5.612      |
| 9  | Åby         | 4.805      |
| 10 | Skärblacka  | 4.048      |

Indbyggertal pr. 31. december 2005, Statistiska centralbyrån (SCB).

## Ekstern henvisning
- Länsstyrelsen i Östergötlands län

58°24′38″N 15°36′49″Ø / 58.4106°N 15.6136°Ø